# Szent Jakab-székesegyház (Riga)
A Szent Jakab-székesegyház (lettül: Svētā Jēkaba katedrāle, németül: Jakobskirche) Lettország fővárosának, Rigának és a római katolikus Rigai főegyházmegyének a székesegyháza. A katedrálist Idősebb Szent Jakab apostol tiszteletére szentelték fel. Az épület Riga óvárosának részeként a UNESCO Világörökség részét képezi.

## Története
Riga erődítményeinek 1215-től történő bővítése után az új északi városnegyed számára templomot építettek. A legrégebbi okleveles említés 1225-ből származik. Eredetileg nem székesegyházak épült, mivel ezt a funkciót a rigai dóm töltötte be. A 15. század elején a kora gótikus templom déli végében felépült a Szent Kereszt-kápolna, melynek egy részét később bazilikává alakították át.
1522-ben a protestáns reformáció idején az épület a második német nyelvű evangélikus templom lett Rigában, majd 1 évvel később az első lett nyelvű evangélikus templommá vált. 1582-ben az ellenreformáció részeként a jezsuiták kezébe adták, amikor Báthory István lengyel király és erdélyi fejedelem vezetésével a Lengyel–Litván Unió elfoglalta a várost, és visszavásárolta a katolikusok számára a templomot. 1621-ben visszakapták az evangélikusok, miután II. Gusztáv Adolf svéd király foglalta el Rigát, a következő évszázadokban svéd, német vagy észt nyelvű evangélikus templomként működött. 1656-ban az orosz tüzérség ágyúzta a Szent Jakab-templomot Riga ostroma alatt az orosz-svéd háború idején. Ennek emlékére két ágyúgolyót falaztak be az oltár és a központi hajó feletti boltozatba, amikor a háborús károkat javították. Az 1710-es orosz megszállás után a templomot Koronatemplomnak nevezték el, azonban a német nyelvű istentiszteletek továbbra is folytatódhattak. 1812-ben Napóleon csapatai liszteszsákok és egyéb élelmiszerek raktáraként használták. Ez idő alatt, 1812 júniusától novemberéig a gyülekezet a Szent Péter-templomban tartotta az istentiszteleteket. 1901-ben Riga legrégebbi, 1680-ból származó barokk oltárát újra cserélték. 
Miután Lettország függetlenné vált, az 1923-as lett egyházi tulajdonról szóló népszavazást követően az épületet visszaadták a katolikusoknak székesegyházként való használatra, mivel a dóm már evangélikus székesegyház volt. Az első katolikus misét 1924. május 3-án Antonijs Springovičs rigai katolikus érsek tartotta. A katolikus Szent Jakab-plébániát szintén ő hozta létre 1947. április 18-án. Az újonnan alapított plébánia egy meghatározott terület nélküli nemzeti gyülekezet lett, amely Rigában és környékén élő lett, valamint angol és francia katolikusokból állt.
2017-ben megkezdődött a templom nagyszabású helyreállítása, amire azelőtt éppen 100 évvel volt példa. A restauráció során helyreállították az oltárrész homlokzatát, a templom külső falait, jelenleg a torony és az épület belső helyreállítási munkái folynak. Az épület alapjait, a vízelvezető rendszert és a tetőt is felújították. A szélkakasként szolgáló toronykakast is restaurálták. A munka megkezdése előtt derült ki, hogy a templom 5,6 méterrel magasabb, mint addig gondolták.
A székesegyházat 1993-ban II. János Pál pápa, 2018-ban pedig Ferenc pápa látogatta meg.

## Jellemzői
A templom jellegzetessége a viszonylag kis méretű, kb. 50 m hosszúságú főhajóhoz tartozó karcsú és kifejezetten magas, 91,64 m-es torony, amely a többnél jobban megőrizte a középkori rigai templomtornyokra jellemző piramis alakot. Szintén helyi jellegzetesség, hogy a templomtornyok csúcsát nem keresztekkel díszítik, hanem szélkakasokkal. A templom szentélyéhez viszonylag rövid, bazilikális elrendezésű 3 hajó csatlakozik. A ciszterci építészet hatását jelzi a négyzet alakú apszis nélküli kórus, amelyet bordák nélküli keresztboltozatok fednek be.

## Fordítás
- Ez a szócikk részben vagy egészben  a   St.-Jakobs-Kathedrale (Riga) című német Wikipédia-szócikk ezen változatának fordításán alapul.  Az eredeti cikk szerkesztőit annak laptörténete sorolja fel. Ez a jelzés csupán a megfogalmazás eredetét és a szerzői jogokat jelzi, nem szolgál a cikkben szereplő információk forrásmegjelöléseként.

- Ez a szócikk részben vagy egészben  a   Rīgas Svētā Jēkaba katedrāle című lett Wikipédia-szócikk ezen változatának fordításán alapul.  Az eredeti cikk szerkesztőit annak laptörténete sorolja fel. Ez a jelzés csupán a megfogalmazás eredetét és a szerzői jogokat jelzi, nem szolgál a cikkben szereplő információk forrásmegjelöléseként.